# Trigona armata
Trigona armata är en biart som beskrevs av Paolo Magretti 1895.
Trigona armata ingår i släktet Trigona och familjen långtungebin. Inga underarter finns listade i Catalogue of Life.